# Perceval ou le Conte du Graal

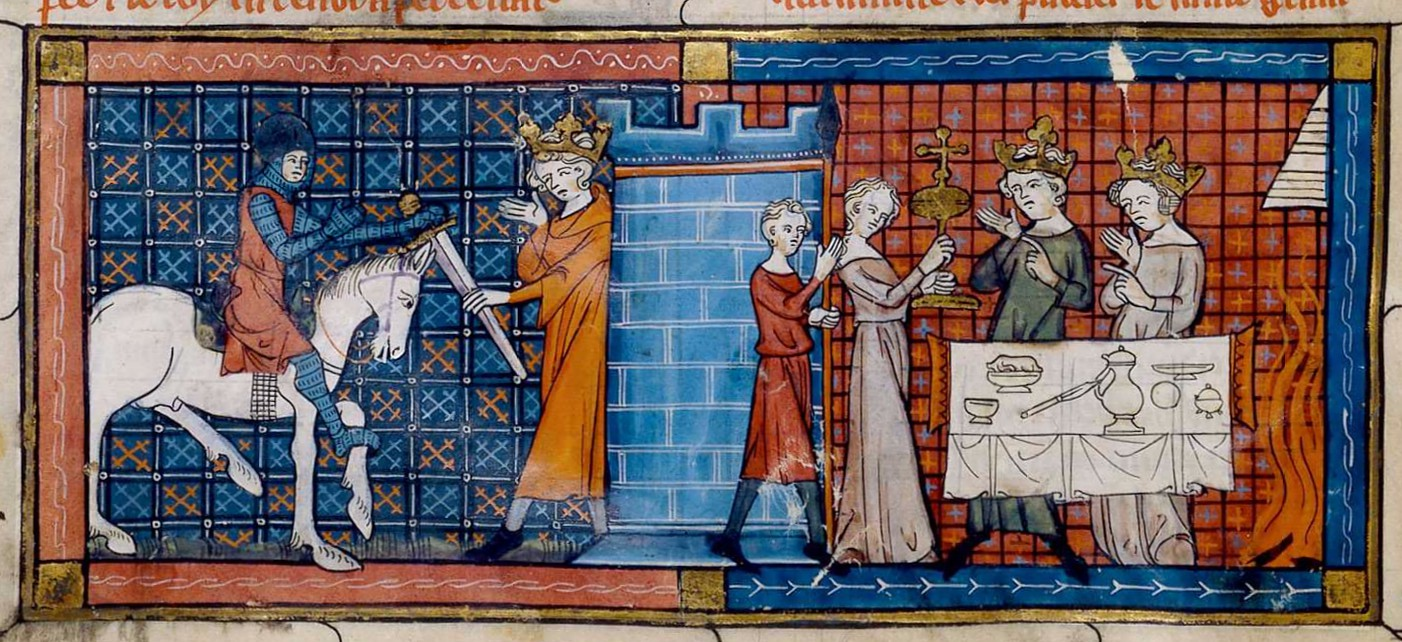
Cenas da obra

Perceval ou le Conte du Graal (Perceval, ou o Conto do Graal) é um romance inacabado de Chrétien de Troyes. Escrito provavelmente entre 1181 e 1191, foi dedicado ao patrono do escritor, Filipe da Alsácia, conde de Flandres. Chrétien havia trabalhado na obra a partir de escrituras fornecidas por Filipe. O poema relata as aventuras do jovem cavaleiro Perceval.

## Sinopse

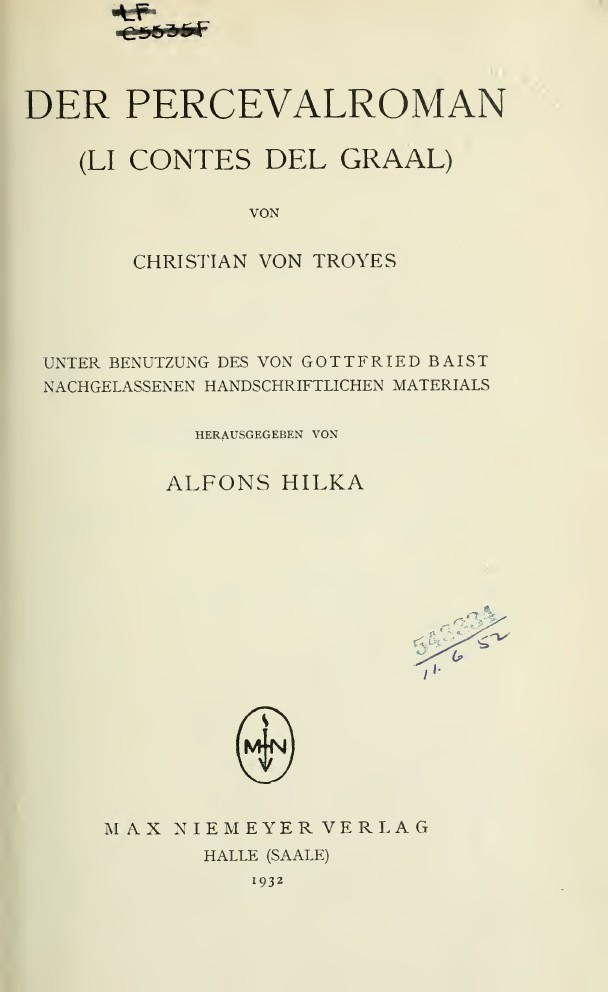
Roman de Perceval, 1932

O poema é iniciado com o jovem Perceval encontrando cavaleiros e percebendo que também gostaria de ser um. Sua mãe o havia criado fora dos domínios da civilização, nas florestas do País de Gales, desde a morte de seu pai. A contragosto de sua mãe, o garoto parte para a corte do Rei Artur, onde uma garota prevê grandes conquistas na vida dele. Ele é caçoado por Kay, mas torna-se cavaleiro e parte para aventuras. Perceval salva e apaixona-se pela jovem princesa Brancaflor, e treina com o experiente Gornemant.
Em um momento de sua vida conhece o Rei Pescador, que convida Perceval a permanecer em seu castelo. Enquanto estava lá, o cavaleiro presenciou uma procissão em que jovens carregam objetos magníficos entre cômodos, passando por ele em cada fase do evento. Primeiro aparece um jovem carregando uma lança coberta por sangue, e depois dois jovens carregando candelabros. Por fim, uma jovem aparece trazendo consigo um decorado cálice (o Graal). O objeto contém um alimento que miraculosamente sustém o pai ferido do Rei Pescador. Tendo sido aconselhado para tal, o jovem cavaleiro permanece em silêncio durante toda a cerimônia, apesar de não entender seu significado. No dia seguinte, ele volta para a corte do Rei Artur.
Antes de se manifestar no local, uma dama furiosa com trejeitos celtas entra na corte e clama a falha de Perceval em perguntar sobre o Graal, já que a pergunta apropriada curaria o Rei Ferido. Ela então anuncia que os Cavaleiros da Távola Redonda já haviam se prontificado.
A próxima seção do poema trata sobre Gauvain, sobrinho do Rei Artur e seu melhor cavaleiro, que havia sido desafiado a duelar com um cavaleiro que o acusou de assassinar seu governante.